# Proasellus chappuisi
Proasellus chappuisi és una espècie de crustaci isòpode pertanyent a la família dels asèl·lids.

## Hàbitat
Viu a l'aigua dolça de fonts càrstiques.

## Distribució geogràfica
Es troba a Europa: les províncies d'Àlaba i Guipúscoa (el País Basc).